# Quintus Hortensius Hortalus
Quintus Hortensius Hortalus (Kr. e. 114 – Kr. e. 50) római szónok.
Cicero színre lépéséig Róma legnagyobb szónoka volt. Az úgynevezett Verres perben (Kr. e. 70) alulmaradt Ciceróval szemben. Miután Cicerót consulnak nevezték ki ugyan együtt dolgoztak, de barátok soha sem lettek. Leánya, Hortensia szintén híres szónok volt.

## Kapcsolódó szócikk
- Servilia gens

| Elődei: Cnaeus Pompeius Magnus és Marcus Licinius Crassus | Consul Kr. e. 69 collega: Quintus Caecilius Metellus Creticus | Utódai: Lucius Caecilius Metellus és Quintus Martius Rex |